# Särkijärvi (sjö i Finland, Södra Karelen)
Särkijärvi är en sjö i Finland. Den ligger i kommunen Rautjärvi i landskapet Södra Karelen, i den sydöstra delen av landet, 270 km nordost om huvudstaden Helsingfors. Särkijärvi ligger 90,3 meter över havet. I omgivningarna runt Särkijärvi växer i huvudsak blandskog. Arean är 1,06 kvadratkilometer och strandlinjen är 5,43 kilometer lång. Sjön  ingår i Hiitolanjokis huvudavrinningsområde. 